# Waltheria nipensis
Waltheria nipensis är en malvaväxtart som först beskrevs av Nathaniel Lord Britton, och fick sitt nu gällande namn av Brother Alain. Waltheria nipensis ingår i släktet Waltheria och familjen malvaväxter. Inga underarter finns listade i Catalogue of Life.